# العامل الخامس لايدن
العامل الخامس لايدن (بالإنجليزية: Factor V Leiden)‏ ويعرف rs6025، هو شكلٌ مُتغير (شكل مُتطفر) من العامل الخامس البشري (واحدٌ من العديد من المواد التي تساعد على تخثر الدم)، والذي يُسبب فرطًا في خثورية الدم (أهبة التخثر). بسبب هذه الطفرة، فإن البروتين سي، وهو بروتين مُضاد للتخثر يعمل عادةً على تثبيط النشاط التالي للتخثر للعامل الخامس، لا يستطيع الارتباط طبيعيًا بالعامل الخامس، مما يؤدي إلى حالةٍ من فرط التخثر، أي ميلٍ مُتزايد لدى المريض لتكوين خثرات دموية غير الطبيعي وقد تكون ضارة. يُعتبر العامل الخامس لادين أكثر اضطراب فرط تخثري وراثي شائع بين العرقية الأوروبية. سُميت باسم المدينة الهولندية لايدن، حيث تم تحديده لأول مرة في عام 1994 من قبل البروفيسور ر. بيرتينا تحت إشراف (وفي مختبر) البروفيسور بي. ريتسما.

## العلامات والأعراض
تختلف أعراض العامل الخامس لايدن بين المرضى. يمتلك بعض المرضى جين F5 ولا يصابون بحالات تجلط الدم أبدًا، بينما يعاني البعض الآخر من تجلط الدم المتكرر قبل سن 30 عامًا. يتأثر هذا التباين بعدد الطفرات الجينية F5 التي يعاني منها الشخص، ووجود تغييرات جينية أخرى مرتبطة بتخثر الدم، وعوامل الخطر الأخرى المتعلقة بحالة كل مريض، مثل الجراحة، واستخدام موانع الحمل الفموية والحمل.
تشمل أعراض العامل الخامس لايدن ما يلي:
- حدوث أول حالة خثار وريدي عميق أو انصمام رئوي قبل سن الخمسين.
- الإصابة المتكررة بالخثار الوريدي العميق أو الانصمام الرئوي.
- الإصابة بتجلط وريدي في أماكن غير معتادة في الجسم مثل الدماغ أو الكبد.
- الإصابة بالخثار الوريدي العميق أو الانسداد الرئوي أثناء الحمل أو بعده مباشرة.
- وجود قصة فقدان الحمل غير مبررة في الثلث الثاني أو الثالث من الحمل.
- الإصابة بالخثار الوريدي العميق أو الانصمام الرئوي مع قصة عائلية من الجلطات الدموية الوريدية.

يزيد استخدام الهرمونات، مثل حبوب منع الحمل الفموية والعلاج التعويضي بالهرمونات، بما في ذلك الأدوية الشبيهة بالإستروجين والإستروجين التي توصَف بعد انقطاع الطمث، من خطر الإصابة بتجلط الأوردة العميقة والانصمام الرئوي. يزداد خطر الإصابة بالخثار الوريدي العميق عند النساء الأصحاء في حال كُنّ يتناولن مانعات حمل فموية بمقدار ثلاثة إلى أربعة أضعاف مقارنة بالنساء اللواتي لا يتناولنها. يزداد خطر الإصابة بالخثار الوريدي العميق أو الانصمام الرئوي عند النساء المصابات بالعامل الخامس لايدن اللواتي يتناولن مانعات حمل فموية بنحو 35 ضعفًا مقارنة بالنساء غير المصابات واللواتي لا يتناولن مانعات الحمل الفموية. وبالمثل، تُعتبر النساء بعد سن اليأس اللواتي يتناولن العلاج التعويضي بالهرمونات معرضات لخطر الإصابة بالخثار الوريدي العميق أو الانصمام الرئوي بنسبة ضعفين إلى ثلاثة أضعاف مقارنة بالنساء اللواتي لا يتناولن العلاج التعويضي بالهرمونات. والنساء المصابات بالعامل الخامس لايدن اللواتي يتناولن العلاج التعويضي بالهرمونات معرضات لخطر أعلى بمقدار 15 ضعفًا. يجب على النساء المصابات بالعامل الخامس لايدن من نمط متغاير الزيجوت اللواتي يتخذن قرارات بشأن استخدام مانعات الحمل الفموية أو العلاج التعويضي بالهرمونات أخذ هذه الإحصائيات في الاعتبار عند تقييم مخاطر وفوائد العلاج.

## التشخيص
يجب الاشتباه في أن العامل الخامس لايدن هو سبب حدوث أي حالة تجلط في الدم عند أي مريض قوقازي دون سن 45، أو عند شخص لديه تاريخ عائلي للتخثر الوريدي. يوجد عدة طرق مختلفة يمكن من خلالها تشخيص هذه الحالة. تفحص معظم المختبرات المرضى «المعرضين للخطر» إما باستخدام اختبار يعتمد على سم الأفعى (مثل تخفيف زمن سم أفعى راسل) أو اختبار زمن الترومبوبلاستين الجزئي. في كلتا الطريقتين، يكون الوقت الذي يستغرقه الدم للتجلط أقل في حال وجود طفرة العامل الخامس لايدن. يجرى الاختبار عن طريق إجراء اختبارين في وقت واحد، الأول بوجود البروتين المنشط C والآخر في حالة عدم وجوده. تُحدد النسبة بناءً على نتائج الاختبارَين اللذين يحددان ما إذا كان البروتين المنشط C يعمل أم لا. يمكن إجراء اختبار جيني للكشف عن المرض أيضًا. تزيل الطفرة (a 1691G → A) موقع الانقسام في إنزيمات الاقتسام MnlI، لذا يمكن تشخيص المرض عبر إجراء تفاعل البوليميراز المتسلسل، والعلاج بـ MnlI، والرحلان الكهربي للحمض النووي. قد تحدد أيضًا المقايسات الأخرى المستندة إلى تفاعل البوليميراز المتسلسل مثل iPLEX اقترانية (أو زيجية) وتكرار المتغير.[بحاجة لمصدر]

## العلاج
نظرًا لعدم وجود علاج حتى الآن، يركز التدبير حاليًا على الوقاية من مضاعفات التخثر. لا يوصى باستخدام مضادات التخثر بشكل روتيني عند الأشخاص الذين يعانون من العامل الخامس لايدن، إلا في حال وجود عوامل خطر إضافية، ولكنها تُعطى عند حدوث أي عارض خثري. يستدعي حدوث خثار وريدي عميق أو انسداد رئوي لمرة واحدة عند الأشخاص المصابين بالعامل الخامس لايدن علاجًا مؤقتًا بمضادات التخثر، ولكن بشكل عام لا يتطلب ذلك علاجًا مدى الحياة. بالإضافة إلى ذلك، قد توجد حاجة إلى علاج مؤقت بمضادات التخثر مثل الهيبارين خلال فترات ارتفاع مخاطر الإصابة بالتجلط بشكل خاص، مثل إجراء جراحة كبرى.

## قراءات إضافية
- factor+V+Leiden في المكتبة الوطنية الأمريكية للطب نظام فهرسة المواضيع الطبية (MeSH).

- Kujovich JL، Goodnight SH (17 فبراير 2007). "Factor V Leiden Thrombophilia". GeneReviews. University of Washington, Seattle. مؤرشف من الأصل في 2008-06-02. اطلع عليه بتاريخ 2008-06-20.
- Herskovits AZ، Lemire SJ، Longtine J، Dorfman DM (نوفمبر 2008). "Comparison of Russell viper venom-based and activated partial thromboplastin time-based screening assays for resistance to activated protein C". American Journal of Clinical Pathology. ج. 130 ع. 5: 796–804. DOI:10.1309/AJCP7YBJ6URTVCWP. PMID:18854273.
- Press RD، Bauer KA، Kujovich JL، Heit JA (نوفمبر 2002). "Clinical utility of factor V leiden (R506Q) testing for the diagnosis and management of thromboembolic disorders". Archives of Pathology & Laboratory Medicine. ج. 126 ع. 11: 1304–18. DOI:10.1043/0003-9985(2002)126<1304:CUOFVL>2.0.CO;2. PMID:12421138. مؤرشف من الأصل في 2019-12-11.
- Hooper WC، De Staercke C (2002). "The relationship between FV Leiden and pulmonary embolism". Respiratory Research. ج. 3 ع. 1: 8. DOI:10.1186/rr180. PMC:64819. PMID:11806843.{{استشهاد بدورية محكمة}}:  صيانة الاستشهاد: دوي مجاني غير معلم (link)
- Nicolaes GA، Dahlbäck B (أبريل 2002). "Factor V and thrombotic disease: description of a janus-faced protein". Arteriosclerosis, Thrombosis, and Vascular Biology. ج. 22 ع. 4: 530–8. DOI:10.1161/01.ATV.0000012665.51263.B7. PMID:11950687.
- Andreassi MG، Botto N، Maffei S (2006). "Factor V Leiden, prothrombin G20210A substitution and hormone therapy: indications for molecular screening". Clinical Chemistry and Laboratory Medicine. ج. 44 ع. 5: 514–21. DOI:10.1515/CCLM.2006.103. PMID:16681418.
- Segers K، Dahlbäck B، Nicolaes GA (سبتمبر 2007). "Coagulation factor V and thrombophilia: background and mechanisms". Thrombosis and Haemostasis. ج. 98 ع. 3: 530–42. DOI:10.1160/th07-02-0150. PMID:17849041. مؤرشف من الأصل في 2013-02-11. اطلع عليه بتاريخ 2019-05-30.
- Kujovich J؛ Pagon، RA؛ Bird، TC؛ Dolan، CR؛ Stephens، K (2010) [1999]. "Factor V Leiden Thrombophilia". GeneReviews. PMID:20301542. مؤرشف من الأصل في 2010-08-06.